# マルファ (イタリア)
マルファ（イタリア語: Malfa）は、イタリア共和国シチリア州メッシーナ県にある、人口約1,000人の基礎自治体（コムーネ）。
エオリア諸島のサリーナ島に所在するコムーネのひとつで、コムーネ人口は島で最も多い。

## 地理

### 位置・広がり
エオリア諸島のサリーナ島に所在する3つのコムーネのひとつで、島の北岸に位置する。サンタ・マリーナ・サリーナから北西へ4km、リーパリ島のリーパリから北西へ16km、県都メッシーナから北西へ76kmの距離にある。

#### 隣接コムーネ
隣接するコムーネは以下の通り。
- レーニ
- サンタ・マリーナ・サリーナ